# Iwamoto Teruo
Iwamoto Teruo (sinh ngày 2 tháng 5 năm 1972) là một cầu thủ bóng đá người Nhật Bản.

## Đội tuyển bóng đá quốc gia Nhật Bản
Iwamoto Teruo thi đấu cho đội tuyển bóng đá quốc gia Nhật Bản từ năm 1994.

## Thống kê sự nghiệp
| Đội tuyển bóng đá Nhật Bản | Đội tuyển bóng đá Nhật Bản | Đội tuyển bóng đá Nhật Bản |
| Năm                        | Trận                       | Bàn                        |
| -------------------------- | -------------------------- | -------------------------- |
| 1994                       | 9                          | 2                          |
| Tổng cộng                  | 9                          | 2                          |